# Tawrija Symferopol
Tawrija Symferopol (ukr. Спортивний клуб «Таврія» Сімферополь, Sportywnyj Kłub „Tawrija” Simferopol) – były ukraiński klub piłkarski z siedzibą w Symferopolu na Krymie. Założony w roku 1958 jako Awanhard. Rozwiązany w 2014 w wyniku aneksji Krymu przez Rosję. W 2016 reaktywowany na terytorium Ukrainy. Jednakże zespół o tej samej nazwie występuje w lidze Krymu.
W latach 1992–2014 występował w rozgrywkach ukraińskiej Premier Lihi.

## Historia
Chronologia nazw:
- 1958–1962: Awanhard Symferopol (ukr. «Авангард» Сімферополь)
- 1963–2014: Tawrija Symferopol (ukr. «Таврія» Сімферополь)
- 2016–...: Tawrija Symferopol (ukr. «Таврія» Сімферополь)

Zespół piłkarski Awanhard w Symferopolu został założony w 1958 roku na bazie zespołu Burewisnyk Symferopol. Od 1963 roku nazywa się Tawrija Symferopol. Klub brał udział w rozrywkach piłkarskich byłego ZSRR. W 1981 roku nawet występował w najwyższej radzieckiej lidze.
Od początku rozrywek w niezależnej Ukrainie klub występował w Wyższej Lidze. Został historycznym pierwszym Mistrzem Ukrainy w 1992 roku oraz finalistą Pucharu Ukrainy w 1994 roku.
W 2014 roku po aneksji Krymu przez Rosję klub wycofał się z rozgrywek ukraińskich i mimo 15.miejsca w ukraińskiej ekstraklasie nie zagrał po spadku w 2.lidze tego kraju. W maju 2014 klub został rozformowany.
W sierpniu 2016 klub został reaktywowany na terytorium Ukrainy i zgłosił się do rozgrywek Amatorskiej ligi Ukrainy, a swoje mecze rozgrywa na stadionie w Berysławiu.
21 czerwca 2017 roku został dopuszczony do rozgrywek Druhiej Lihi i otrzymał status profesjonalny.

## Sukcesy

### Trofea międzynarodowe
| \| \| Zdobyte trofea w rozgrywkach międzynarodowych (stan na: 31-05-2012) \| |                                                                     |      |                  |
| Rozgrywki                                                                    | Osiągnięcie                                                         | Razy | Sezon(y)         |
| · Liga Mistrzów · (Puchar Europy)                                            | zdobywca                                                            | 0    |                  |
| · Liga Mistrzów · (Puchar Europy)                                            | finalista                                                           | 0    |                  |
| · Liga Mistrzów · (Puchar Europy)                                            | 1/16 finału                                                         | 1    | 1992/93          |
| · Liga Europy · (Puchar UEFA)                                                | zdobywca                                                            | 0    |                  |
| · Liga Europy · (Puchar UEFA)                                                | finalista                                                           | 0    |                  |
| · Liga Europy · (Puchar UEFA)                                                | Play-off                                                            | 1    | 2010/11          |
| · Puchar Intertoto                                                           | zdobywca                                                            | 0    |                  |
| · Puchar Intertoto                                                           | finalista                                                           | 0    |                  |
| · Puchar Intertoto                                                           | III runda                                                           | 2    | 2001/02, 2008/09 |
| FIFA                                                                         | Zdobyte trofea w rozgrywkach międzynarodowych (stan na: 31-05-2012) |      |                  |

### Trofea krajowe
Ukraina
| \| \| Zdobyte trofea w rozgrywkach Ukrainy (stan na: 31-05-2012) \| |                                                            |      |          |
| Rozgrywki                                                           | Osiągnięcie                                                | Razy | Sezon(y) |
| · Mistrzostwo                                                       | I miejsce                                                  | 1    | 1992     |
| · Mistrzostwo                                                       | II miejsce                                                 | 0    |          |
| · Mistrzostwo                                                       | III miejsce                                                | 0    |          |
| Puchar                                                              | zdobywca                                                   | 1    | 2010     |
| Puchar                                                              | finalista                                                  | 1    | 1994     |
| · Superpuchar                                                       | zdobywca                                                   | 0    |          |
| · Superpuchar                                                       | finalista                                                  | 1    | 2010     |
| Ukraina                                                             | Zdobyte trofea w rozgrywkach Ukrainy (stan na: 31-05-2012) |      |          |

ZSRR
| \| \| Zdobyte trofea w rozgrywkach Związku Radzieckiego (stan na: 1-01-1992) \| |                                                                        |      |                               |
| Rozgrywki                                                                       | Osiągnięcie                                                            | Razy | Sezon(y)                      |
| Mistrzostwo                                                                     | I miejsce                                                              | 0    |                               |
| Mistrzostwo                                                                     | II miejsce                                                             | 0    |                               |
| Mistrzostwo                                                                     | III miejsce                                                            | 0    |                               |
| Mistrzostwo                                                                     | 17 miejsce                                                             | 1    | 1981                          |
| Puchar                                                                          | zdobywca                                                               | 0    |                               |
| Puchar                                                                          | finalista                                                              | 0    |                               |
| Puchar                                                                          | półfinalista                                                           | 1    | 1987                          |
| II liga                                                                         | I miejsce                                                              | 1    | 1980                          |
| II liga                                                                         | II miejsce                                                             | 1    | 1962 (3 grupa ukr.)           |
| II liga                                                                         | III miejsce                                                            | 2    | 1962 (turniej finałowy), 1977 |
|                                                                                 | Zdobyte trofea w rozgrywkach Związku Radzieckiego (stan na: 1-01-1992) |      |                               |

### Inne trofea
- Mistrzostwa Ukraińskiej SRR:
  - mistrz (3x): 1973, 1985, 1987
  - wicemistrz (1x): 1986
  - brązowy medalista (2x): 1962, 1972

- Puchar Ukraińskiej SRR:
  - zdobywca (1x): 1970, 1974

## Stadion
Od 1967 roku klub rozgrywa swoje mecze domowe na Republikańskim Sportowym Kompleksie Łokomotyw. Po ostatniej rekonstrukcji 2004 może pomieścić 19 978 widzów i ma wymiary 105 × 70 metrów.

## Trenerzy
- 1958–1959:  Nikołaj Glebow
- 1960:  Ramiz Kariczew
- 1961–16.05.1962:  Walentin Iwanow
- 16.05.1962–14.08.1963:  Antonin Soczniew
- 14.08.1963–1963:  Anatolij Zajajew
- 1964–11.08.1965:  Borys Horiełow
- 11.08.1965–11.1965:  Władimir Suczkow
- 1966:  Jewhen Szpyniow
- 02.1967–10.08.1967:  Władimir Jułygin
- 10.08.1967–1967:  Anatolij Zajajew
- 1968–01.10.1969:  Anatolij Zubrycki
- 1970–01.08.1972:  Walentin Bubukin
- 01.08.1972–1972:  Anatolij Zajajew
- 1973:  Ołeksandr Hułewski
- 1974–1977:  Siergiej Szaposznikow
- 1978–10.06.1978:  Boris Batanow
- 10.06.1978–08.06.1979:  Wadim Iwanow
- 08.06.1979–1979:  Anatolij Zajajew
- 1980–1981:  Anatolij Połosin
- 1982–01.06.1982:  Igor Wołczok
- 01.06.1982–1983:  Anatolij Końkow
- 01.1984–06.1984:  Giennadij Łogofiet
- 05.07.1984–1985:  Anatolij Końkow
- 1986:  Anatolij Połosin
- 1987–20.08.1988:  Wiaczesław Sołowjow
- 20.08.1988–1988:  Anatolij Zajajew
- 1989–01.08.1990:  Mykoła Pawłow
- 01.08.1990–12.1990:  Andrij Czeremysin
- 1991–06.1994: / Anatolij Zajajew
- 07.1994–15.09.1994:  Pawło Kostin
- 16.09.1994–15.12.1994:  Andrij Czeremysin
- 01.1995–25.05.1995:  Witalij Szałyczew
- 25.05.1995–1995:  Anatolij Zajajew
- 1996–04.1996:  Jurij Kerman
- 04.1996–26.08.1996:  Iwan Bałan
- 26.08.1996.1996–16.12.1996:  Serhij Jakowycz Szewczenko
- 16.12.1996–22.04.1997:  Mykoła Pawłow
- 12.05.1997–06.1997:  Wałerij Szwediuk
- 07.1997–08.06.1998:  Iwan Bałan
- 08.06.1998–20.01.1999:  Wiktor Hraczow
- 02.1999–07.1999:  Wałerij Petrow
- 07.1999–04.03.2000:  Anatolij Koroboczka
- 06.03.2000–05.2000:  Wołodymyr Muntian
- 05.2000–04.2001:  Ołeksandr Iszczenko
- 04.2001–06.2002:  Wałerij Petrow
- 06.2002–19.09.2004:  Anatolij Zajajew
- 19.09.2004–12.2005:  Ołeh Fedorczuk
- 05.01.2006–29.09.2008:  Mychajło Fomenko
- 30.09.2008–22.09.2010:  Serhij Puczkow
- 23.09.2010–09.05.2011:  Wałerij Petrow (p.o.)
- 10.05.2011–05.2011:  Ołeksandr Szudryk (p.o.)
- 09.06.2011–1.06.2012:  Semen Altman
- 04.06.2012–13.06.2013:  Ołeh Łużny
- 17.06.2013–26.12.2013:  Jannis Christopulos
- 04.01.2014–16.05.2014:  Nikołaj Kostow
- 2015–...:  Serhij Wasylowycz Szewczenko

## Europejskie puchary
Legenda do wszystkich tabel:
- Q – runda eliminacyjna, 1/16, 1/8, 1/4, 1/2 – odpowiednia faza rozgrywek, Grupa – runda grupowa, 1r gr – pierwsza runda grupowa, 2r gr – druga runda grupowa, F – finał, R – runda, PO – play-off
- k. – rzuty karne, los. – losowanie, Dogr. – dogrywka, w. – zasada bramek strzelonych na wyjeździe

| Sezon   | Rozgrywki        | Runda | Przeciwnik          | Dom | Wyjazd | Ogólnie      |
| ------- | ---------------- | ----- | ------------------- | --- | ------ | ------------ |
| 1992/93 | Liga Mistrzów    | Q     | Shelbourne          | 2–1 | 0–0    | 2–1          |
| 1992/93 | Liga Mistrzów    | 1R    | FC Sion             | 1–3 | 1–4    | 2–7          |
| 2001    | Puchar Intertoto | 2R    | Spartak Warna       | 2–2 | 3–0    | 5–2          |
| 2001    | Puchar Intertoto | 3R    | Paris Saint-Germain | 0–1 | 0–4    | 0–5          |
| 2008    | Puchar Intertoto | 2R    | FC Tiraspol         | 3–1 | 0–0    | 3–1          |
| 2008    | Puchar Intertoto | 3R    | Stade Rennais       | 1–0 | 0–1    | 1–1, k: 9–10 |
| 2010/11 | Liga Europy      | PO    | Bayer 04 Leverkusen | 1–3 | 0–3    | 1–6          |